# Landhaus Oms

Landhaus Oms

Das Landhaus Oms ist ein Wohnhaus in der hessischen Gemeinde Schlangenbad. Es wurde um 1930 als Backsteinbau im Stil der frühen Moderne errichtet. Auftraggeber war Otto Mohr, der Gründer und Inhaber der Firma OMS Kläranlagen in Schierstein. Als Standort wählte Mohr eine Hanglage an der nördlichen Seite des Oberen Kurparks.
Auf einen aus hellem Naturstein gemauerten Sockel setzte der ausführende Architekt einen eingeschossigen symmetrischen Bau. Zum Kurpark hin öffnet eine Halbrotunde die Wohnräume, für die der Sockel als vorgelagerte Terrasse dient. Während die Wohnebene über die den Hang hinaufführende Omsstraße zugänglich ist, sind die Funktionsräume im Untergeschoss über eine Birkenallee erschlossen.
Das Gebäude steht unter Denkmalschutz.